# Muvimentu per l'Autodeterminazione
Ne doit pas être confondu avec Muvimentu Corsu per l’Autodeterminazione.
Le Muvimentu per l’Autodeterminazione (littéralement, le « Mouvement pour l’autodétermination », abrégé en MPA) était un mouvement politique qui se réclamait du nationalisme corse (plus précisément de l'autonomie), et du libéralisme. Fondé en 1990, il fut dirigé par Alain Orsoni, frère de Guy Orsoni, à la suite d'une scission au sein d’A Cuncolta Naziunalista. A Cuncolta Naziunalista gardera son nom mais nommera sa branche armée FLNC Canal historique, en opposition au FLNC Canal habituel, branche armée du MPA.
Le MPA remporte 4 sièges aux élections territoriales de 1992 (contre 9 pour Corsica Nazione, liste menée par Edmond Simeoni), attribués à Alain Orsoni, Léo Battesti, Dumè Bianchi et Dominique Buresi. Alain Orsoni ayant dépassé les limites fixées par la loi concernant le financement de la campagne électorale, il fut remplacé par son ami Michel Moretti.
Le FLNC Canal habituel s'auto-dissout en 1996 après une guerre fratricide emplie de règlements de comptes, de 1993 à 1997, avec le FLNC Canal historique. Certains dissidents, qui s'opposaient à cette dissolution, fondent alors Corsica Viva, vitrine politique du FLNC du 5-Mai. En décembre 1999, le FLNC Canal historique et le FLNC du 5 mai s'unissent au sein du FLNC Union des combattants (UC).
Le MPA, quant à lui, s'auto-dissout la même année à la suite des guerres fratricides.
Beaucoup d'anciens membres du MPA se sont rapprochés du monde des affaires, certains d'entre eux sont même connus pour avoir des liens avec le Grand Banditisme. Des anciens militants ont même perdu la vie lors de règlements de comptes dans le Milieu (Antoine Nivaggioni, Noël Andreani...).
En 2008, Gilbert Casanova, ancien membre influent du MPA, qui fut aussi président de la chambre de commerce de la Corse-du-Sud, a été incarcéré à la prison des Baumettes, à Marseille, accusé de trafic de stupéfiants (en particulier de trafic de haschich en provenance du Maroc) ,.